# 아내

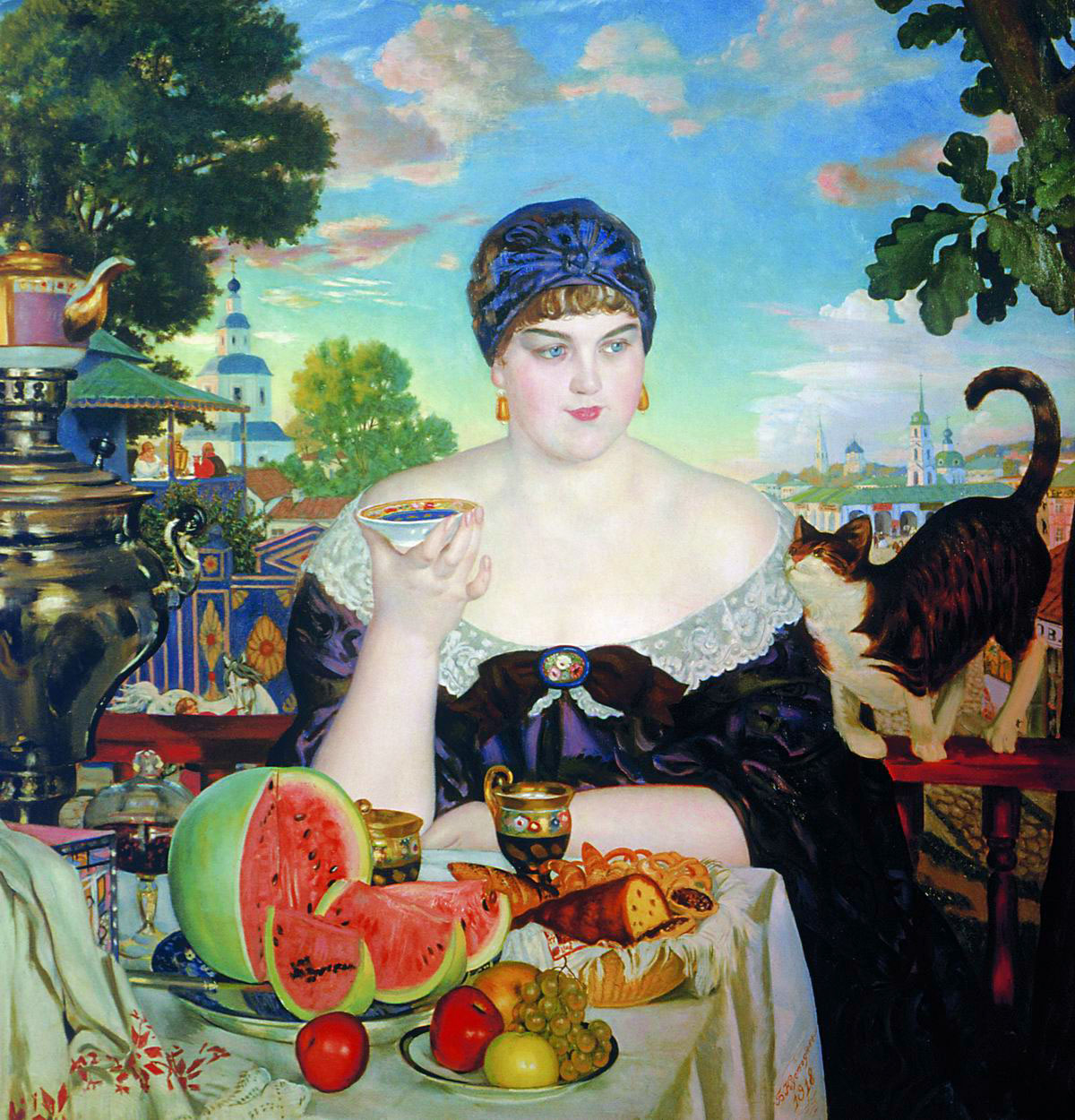
보리스 쿠스토디예프의 상인의 아내 (1918)

아내(문화어: 안해)는 혼인관계에서의 여성을 일컫는다. 처(妻) 또는 부인(夫人 ; 지어미)이라고도 한다. 한국에서 아내 또는 부인(夫人)은 결혼한 남성 배우자가 상대 여성을 일컫는 말이다. 남의 아내를 말할때는 부인(夫人)으로 부르고 남에게 자신의 아내를 말할 때는 처(妻), 마누라, 집사람, 여편네, 지어미로 부른다. 대한민국의 경우 2010년대에 들어서는 '와이프'(wife)란 영어로 부르는 경우도 가끔 있다.

## 어원
‘아내’의 옛 형태 중 가장 오래된 것은 《번역소학》(1518)의 ‘안해’이다. 문화어로는 지금도 ‘안해’로 표기한다. ‘안(ㅎ)’은 안쪽을 뜻하며 ‘밖’의 반댓말이다. ‘(ㅎ)ㅐ’는 처격 조사 ‘-ㅐ’(오늘날의 ‘-에’)로 보는 설과 사람이나 물건에 붙이는 접미사라는 설이 있다.
아내의 어원을 "집 안의 해(태양)"로 주장하는 의견들이 있으나, 이는 "아내"가 그러한 의미를 가진 것으로 생각하고 아내를 좀 더 존중하자는 의미이지 어원과는 관계가 없다.

## 같이 보기
- 남편
- 결혼